# 加思欄花園

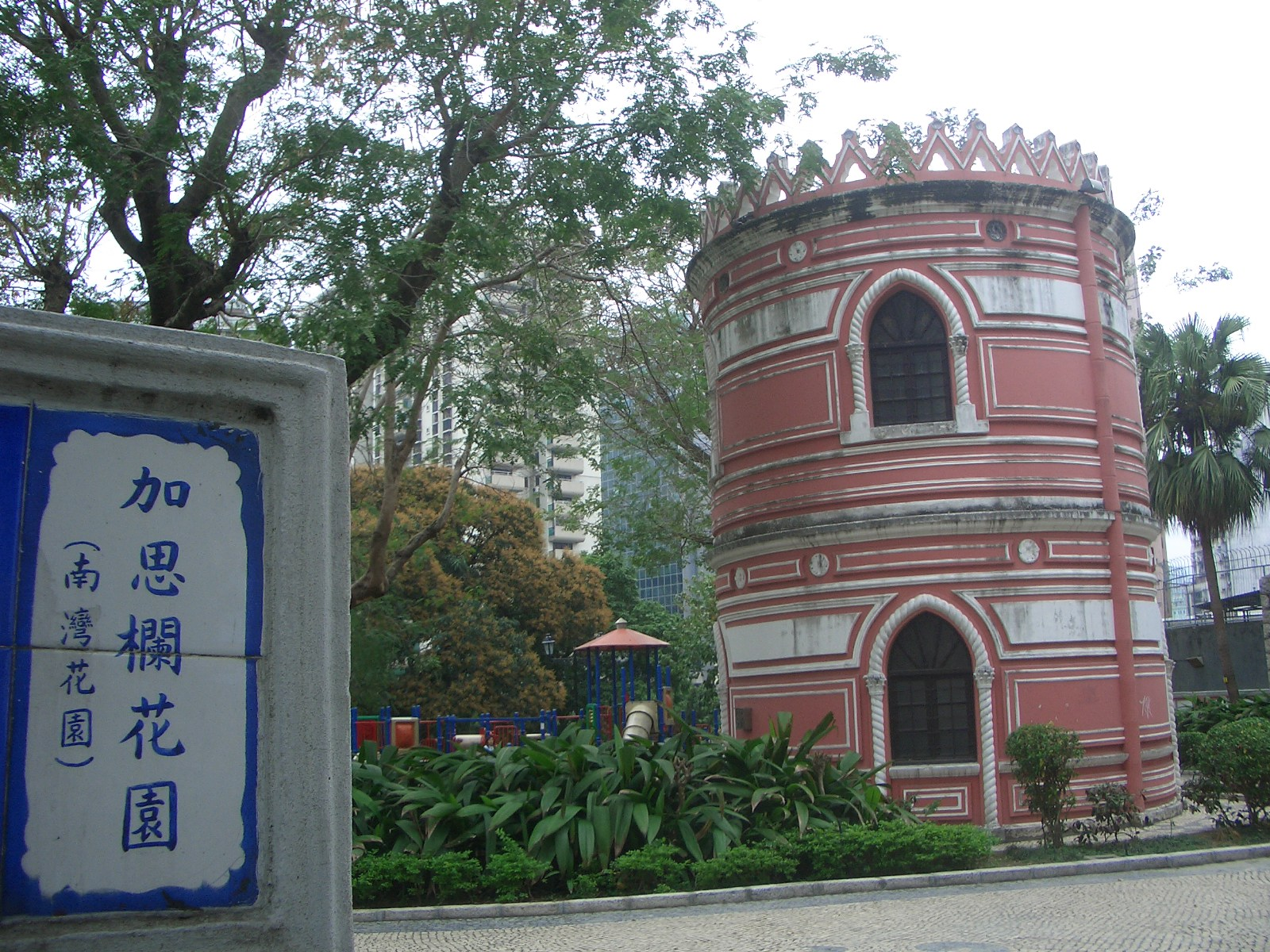
加思欄花園之圓柱形建築物

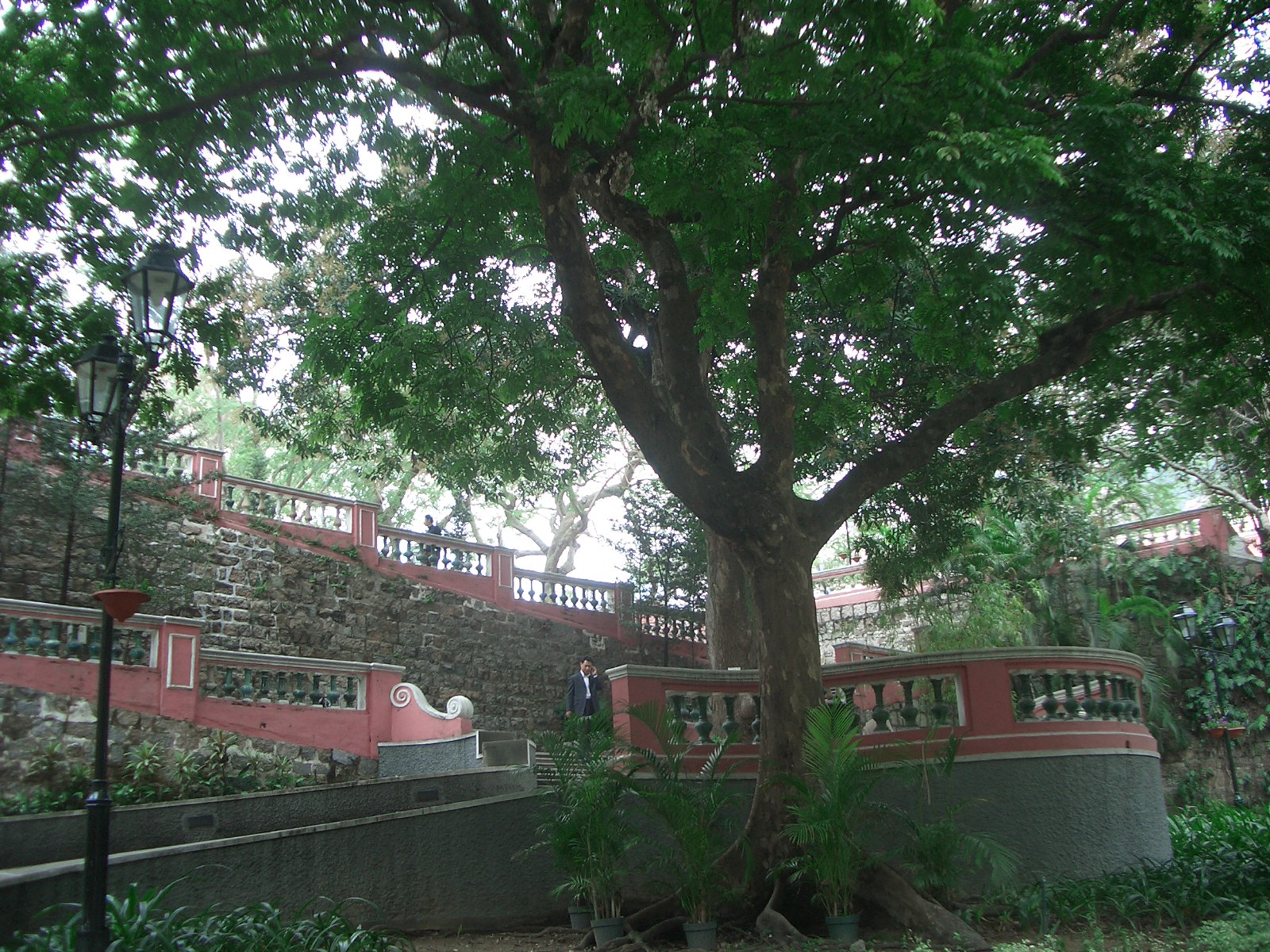
加思欄花園一角

加思欄花園（又名南灣花園）（葡萄牙語：Jardim de S. Francisco），位於澳門東望洋新街以及兵營斜巷交界，是澳門第一座公園，其歷史價值已為澳門政府所評定。因毗鄰昔日加思欄兵營，故通常被稱為加思欄花園。

## 名字的翻譯
以現代的翻譯準則來說，“S. Francisco”幾乎不可能譯為“加思欄”。據史料記載，於明末清初時期左右，有一名中國官員到澳門作視察，並由一名懂中文的葡萄牙神父作翻譯。當巡至聖方濟各修道院時，中國官員詢問該地名，該神父則以音譯讀出“法欄思加”四字，及後寫出來時又將“法”字略去，成了“欄思加”。但西方書寫習慣（左至右）與當時中國漢字（右至左）的排序不同，故中國官員就誤認為是“加思欄”了。

## 歷史典故
加思欄花園中的加思欄一詞來源自葡文S.Francisco（亦可譯作聖方濟各）。1580年，西班牙方濟各會在此地設立修道院，其名正是聖方濟各。1861年修道院被拆卸，並興建了加思欄兵營，毗連則改建成對外開放的花園。建於1860年代，佔地6100平方米，昔日呈長方形，可被視為澳門首座花園。花園設計呈歐陸風格，從前這裡可眺望南灣景色，故被稱為南灣花園，又因鄰近加思欄兵營而被稱為加思欄花園。1920年，花園前方一帶開始進行大型填海工程，現己被高樓及新葡京酒店所阻隔。花園設計者由蘇雅士 (DR. Mario Soares)（Matias Soares）設計及監工，花園分為高低部分，高部再分兩層，由現今的南灣大馬路向上至東望洋新街，共分三層。花園以前四周築有圍牆和欄杆，晚上關閉。昔日的加思欄花園是上流社會人士聚首之地，漫步、閒談、眺望海景。黃昏時份，欣賞園內音樂台的悠揚樂聲。1935年，政府開闢加辣堂街，花園面積縮少，園內的音樂台亦在1940年因音樂演奏取消，自此便荒廢而被拆卸，只保留綠化園地。花園末端的為八角亭圖書館。
園中最高處建有一座淡桃紅色圓柱形建築物前身為歐戰紀念館，樓高兩層，四周有圓拱形的門窗，牆壁刻有圖案花紋，頂端築有皇冠形狀的裝飾，以紀念葡萄牙在第一次世界大戰中陣亡的葡軍士兵，現已成為澳門傷殘人士協會的會址。
2004年澳門自來水有限公司在這裡設置了一座來自法國的和麗女神噴泉，成為澳門地區第一座飲用水噴泉。

## 交通

### 巴士
M165 加思欄／公共衛生專科大樓（S. Francisco / Edf. Especialidade Saúde Pública）
路線：6A、6B、17、28C、H1
M168 八角亭（Praia Grande / Jardim S. Francisco）
路線：2A、6A、8、8A、9、9A、12、28B、H1、H2

## 詮釋
1. ↑  學者埃斯塔希真認為這裡甚至是東方的第一個公園
2. ↑  特別是來自澳門的